# Vážany nad Litavou
Vážany nad Litavou – miejscowość i gmina (obec) w Czechach, w kraju południowomorawskim, w powiecie Vyškov. W 2022 roku liczyła 741 mieszkańców.